# Badeni-Palais

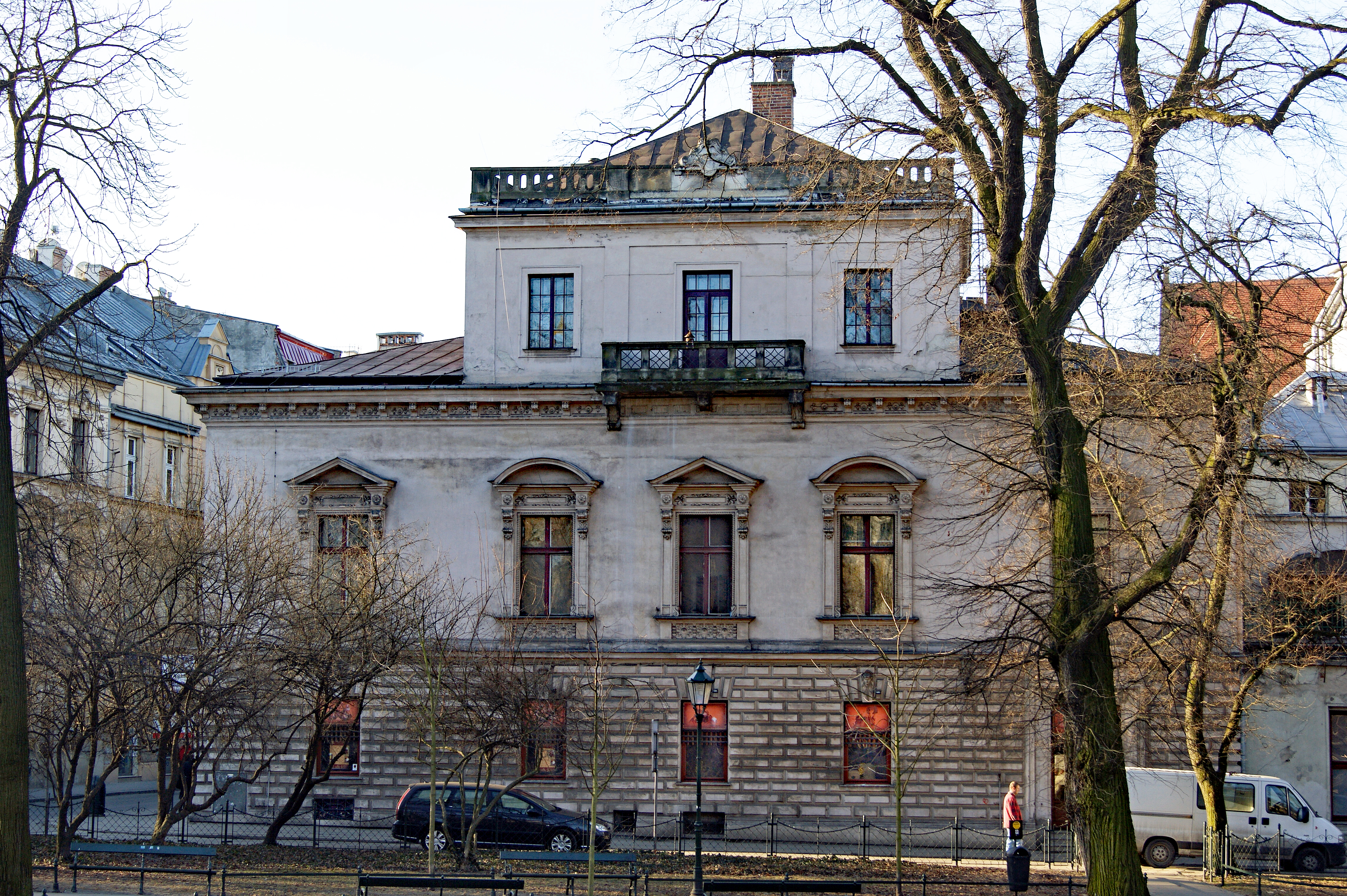
Badeni-Palais Krakau vom Planty-Park gesehen

Das Badeni-Palais (polnisch Pałac Badenich) in Krakau (Woiwodschaft Kleinpolen) ist ein Palais, welches von Karol Zaremba für den polnisch-jüdischen Bankier und Unternehmer Leon Epstein erbaut wurde.

## Lage und Beschreibung
Das Gebäude liegt im Norden der Krakauer Altstadt am Planty-Park.

## Geschichte
Leon Epstein ließ das Palais von 1883 anstelle älterer Gebäude im Stil des Historismus für seine Familie errichten. Anfang des 20. Jahrhunderts erwarben die Badeni das Gebäude und ließen es 1921 von Józef Pokutyński ausbauen. In dieser Form hat das Palais bis ins 21. Jahrhundert überdauert. Heute befindet sich hier das Institut für Kunstgeschichte der Päpstlichen Universität Johannes Paul II. Die Keller werden von einem Restaurant genutzt.